# Дуго-Поле (Србац)
Дуго-Поле (серб. Дуго Поље) — населенный пункт в общине Србац, который принадлежит энтитету Республике Сербской, Босния и Герцеговина. По результатам югославской переписи населения 1991 года в Дуго Поле проживало 332 человека.

## Население
| 1948                           | 1953 | 1961 | 1971 | 1981 | 1991 | - |
| ------------------------------ | ---- | ---- | ---- | ---- | ---- | - |
| 253                            | 237  | 419  | 347  | 356  | 332  | - |
| Гистограмма динамики населения |      |      |      |      |      |   |